# 2. Tennis-Bundesliga (Herren) 2021
Die 2. Tennis-Bundesliga der Herren wurde 2021 zum 20. Mal ausgetragen. Die Liga war in eine Nord- und einer Süd-Gruppe aufgeteilt. Die Austragung der Spiele erfolgte an jeweils neun Spieltagen vom 11. Juli bis 8. August.
Meister ihrer jeweiligen Staffel und somit Aufsteiger in die 1. Tennis-Bundesliga wurden der TC Bredeney im Norden sowie der BASF TC Ludwigshafen im Süden.
Da die Vorsaison aufgrund der COVID-19-Pandemie nicht ausgespielt wurde, gab es keine Aufsteiger aus den Regionalligen bzw. Absteiger aus der ersten Bundesliga.

## Spieltage und Mannschaften
| Spieltage Nord                              |
| ------------------------------------------- |
| 1. Spieltag: So., 11. Juli 2021, 11:00 Uhr  |
| 2. Spieltag: Fr., 16. Juli 2021, 13:00 Uhr  |
| 3. Spieltag: So., 18. Juli 2021, 11:00 Uhr  |
| 4. Spieltag: Fr., 23. Juli 2021, 13:00 Uhr  |
| 5. Spieltag: So., 25. Juli 2021, 11:00 Uhr  |
| 6. Spieltag: Fr., 30. Juli 2021, 13:00 Uhr  |
| 7. Spieltag: So., 1. August 2021, 11:00 Uhr |
| 8. Spieltag: Fr., 6. August 2021, 13:00 Uhr |
| 9. Spieltag: So., 8. August 2021, 11:00 Uhr |

| Mannschaften Nord                |
| -------------------------------- |
| TC Bredeney                      |
| TK Blau-Weiss Aachen             |
| Tennispark HerzensSACHE Versmold |
| Bremer TC 1912                   |
| LTTC Rot-Weiß Berlin             |
| Oldenburger TeV                  |
| TC 1899 Blau-Weiss Berlin        |
| Der Club an der Alster           |
| Suchsdorfer SV                   |
| TC Iserlohn                      |

| Spieltage Süd                               |
| ------------------------------------------- |
| 1. Spieltag: So., 11. Juli 2021, 11:00 Uhr  |
| 2. Spieltag: Fr., 16. Juli 2021, 13:00 Uhr  |
| 3. Spieltag: So., 18. Juli 2021, 11:00 Uhr  |
| 4. Spieltag: Fr., 23. Juli 2021, 13:00 Uhr  |
| 5. Spieltag: So., 25. Juli 2021, 11:00 Uhr  |
| 6. Spieltag: Fr., 30. Juli 2021, 13:00 Uhr  |
| 7. Spieltag: So., 1. August 2021, 11:00 Uhr |
| 8. Spieltag: Fr., 6. August 2021, 13:00 Uhr |
| 9. Spieltag: So., 8. August 2021, 11:00 Uhr |

| Mannschaften Süd        |
| ----------------------- |
| BASF TC Ludwigshafen    |
| TEC Waldau Stuttgart    |
| SpVgg Hainsacker        |
| TC Wolfsberg Pforzheim  |
| TC Weinheim             |
| TC Blau Weiß Oberweier  |
| TV Reutlingen           |
| TC Augsburg Siebentisch |
| TC Weiß-Blau Würzburg   |

| (A) | Absteiger aus der 1. Bundesliga             |
| (N) | Neuling, Aufsteiger aus Tennis-Regionalliga |

## 2. Tennis-Bundesliga (Herren) Nord

### Abschlusstabelle
Der TC Bredeney sicherte sich punktgleich mit dem TK Blau-Weiss Aachen den Sieg in der Nordstaffel und damit den Aufstieg in die erste Bundesliga. Der entscheidende Sieg am letzten Spieltag gegen den Tennispark Versmold gelang dabei erst mit 11:9 im Match-Tie-Break des letzten gespielten Doppels.
|      | Mannschaft                       | Begegnungen | Punkte | Matches | Sätze  | Spiele  |
| ---- | -------------------------------- | ----------- | ------ | ------- | ------ | ------- |
| 01.  | TC Bredeney                      | 9           | 16:2   | 62:19   | 135:49 | 923:557 |
| 02.  | TK Blau-Weiss Aachen             | 9           | 16:2   | 57:24   | 125:61 | 842:654 |
| 03.  | Tennispark HerzensSACHE Versmold | 9           | 14:4   | 55:26   | 119:64 | 870:650 |
| 04.  | Bremer TC 1912                   | 9           | 12:6   | 40:41   | 91:93  | 741:772 |
| 05.  | LTTC Rot-Weiß Berlin             | 9           | 10:8   | 48:33   | 108:82 | 814:738 |
| 06.  | Oldenburger TeV                  | 9           | 10:8   | 38:43   | 92:105 | 744:800 |
| 07.  | TC 1899 Blau-Weiss Berlin        | 9           | 4:14   | 31:50   | 76:110 | 712:807 |
| 08.  | Der Club an der Alster           | 9           | 4:14   | 27:54   | 66:118 | 652:837 |
| 09.  | Suchsdorfer SV                   | 9           | 2:16   | 30:51   | 76:115 | 704:849 |
| 010. | TC Iserlohn                      | 9           | 2:16   | 17:64   | 43:134 | 583:921 |

| Aufsteiger in die Bundesliga Absteiger in die Tennis-Regionalliga |

| (A) | Absteiger aus der Bundesliga                |
| (N) | Neuling, Aufsteiger aus Tennis-Regionalliga |

### Mannschaftskader
| Pos. | Name               |
| ---- | ------------------ |
| 1    | Attila Balázs      |
| 2    | Oscar Otte         |
| 3    | Danilo Petrović    |
| 4    | Mohamed Safwat     |
| 5    | Steven Diez        |
| 6    | Ruben Bemelmans    |
| 7    | Mats Moraing       |
| 8    | Nicola Kuhn        |
| 9    | Nino Serdarušić    |
| 10   | Jeroen Vanneste    |
| 11   | Michaël Geerts     |
| 12   | Tobias Simon       |
| 13   | Christopher Heyman |
| 14   | Peter Heller       |
| 15   | Peter Torebko      |
| 16   | Louis Weßels       |
| 17   | Mats Rosenkranz    |
| 18   | Oscar Moraing      |

| Pos. | Name              |
| ---- | ----------------- |
| 1    | Zizou Bergs       |
| 2    | Borna Gojo        |
| 3    | Tim van Rijthoven |
| 4    | Jesper de Jong    |
| 5    | Matteo Donati     |
| 6    | Yannick Mertens   |
| 7    | Arthur De Greef   |
| 8    | Thiemo de Bakker  |
| 9    | Clément Geens     |
| 10   | Yannik Reuter     |
| 11   | Niels Desein      |
| 12   | Germain Gigounon  |
| 13   | Sander Gillé      |
| 14   | Joran Vliegen     |
| 15   | Tobias Rauch      |
| 16   |                   |
| 17   |                   |
| 18   |                   |

| Pos. | Name                  |
| ---- | --------------------- |
| 1    | Liam Broady           |
| 2    | Marc Polmans          |
| 3    | Daniel Masur          |
| 4    | Dimitar Kusmanow      |
| 5    | Roberto Ortega Olmedo |
| 6    | Jelle Sels            |
| 7    | Laurent Lokoli        |
| 8    | Jules Okala           |
| 9    | Gijs Brouwer          |
| 10   | David Pichler         |
| 11   | Marvin Netuschil      |
| 12   | Karlo Cubelic         |
| 13   | Luca Gelhardt         |
| 14   | Christian Samuelsson  |
| 15   | Stefan Loncar         |
| 16   |                       |
| 17   |                       |
| 18   |                       |

| Pos. | Name                     |
| ---- | ------------------------ |
| 1    | Raul Brancaccio          |
| 2    | Eduard Esteve Lobato     |
| 3    | Álvaro López San Martín  |
| 4    | Pol Toledo Bagué         |
| 5    | Jaume Pla Malfeito       |
| 6    | Juan Ignacio Galarza     |
| 7    | Aleksandre Metreweli     |
| 8    | Alberto Barroso Campos   |
| 9    | Dante Gennaro            |
| 10   | Nick van der Meer        |
| 11   | Hans Podlipnik-Castillo  |
| 12   | Yannick Ebbinghaus       |
| 13   | Lennert van der Linden   |
| 14   | Tjade Bruns              |
| 15   | Hendrik Thada Grohbrügge |
| 16   | Peer Erik Jetschke       |
| 17   | Paul Gröning             |
| 18   | Till Bäckermann          |

| Pos. | Name                   |
| ---- | ---------------------- |
| 1    | Alexandre Müller       |
| 2    | Blaž Kavčič            |
| 3    | Marius Copil           |
| 4    | Agustín Velotti        |
| 5    | Jürgen Zopp            |
| 6    | Alen Awidsba           |
| 7    | David Guez             |
| 8    | Romain Jouan           |
| 9    | Timo Stodder           |
| 10   | Robert Strombachs      |
| 11   | Nino Ehrenschneider    |
| 12   | Delf Gohlke            |
| 13   | Lénárd Soha            |
| 14   | Oliver Olsson          |
| 15   | Alessio Vasquez Gehrke |
| 16   | Kiyan Santino Kasemi   |
| 17   | Sebastian Rieschick    |
| 18   | Dominik Schulz         |

| Pos. | Name               |
| ---- | ------------------ |
| 1    | Oriol Roca Batalla |
| 2    | Nikola Čačić       |
| 3    | Jonathan Gray      |
| 4    | Luca Margaroli     |
| 5    | Stefan Seifert     |
| 6    | Michel Dornbusch   |
| 7    | Lasse Muscheites   |
| 8    | Niels Visker       |
| 9    | Vincent Stouff     |
| 10   | Florian Barth      |
| 11   | Florian Reynet     |
| 12   | Jan Heine          |
| 13   | Ole Heine          |
| 14   | Alexander Meyer    |
| 15   | Mattis Wetzel      |
| 16   | Marlon Wilken      |
| 17   | Paul Hannack       |
| 18   |                    |

| Pos. | Name                  |
| ---- | --------------------- |
| 1    | Nuno Borges           |
| 2    | Dayne Kelly           |
| 3    | Václav Šafránek       |
| 4    | Alex Rybakov          |
| 5    | Patrik Rikl           |
| 6    | Arnaud Bovy           |
| 7    | Petr Nouza            |
| 8    | Robin Staněk          |
| 9    | Gauthier Onclin       |
| 10   | Andrew Paulson        |
| 11   | Laslo Urrutia Fuentes |
| 12   | Jan Kirchhoff         |
| 13   | Philipp Pavlenko      |
| 14   | Lenny Hallberg        |
| 15   | Dominik Manns         |
| 16   | Jesper Tull Freimuth  |
| 17   | Maximilian Kaiser     |
| 18   |                       |

| Pos. | Name                    |
| ---- | ----------------------- |
| 1    | Tomás Martín Etcheverry |
| 2    | Hugo Grenier            |
| 3    | Pedro Sakamoto          |
| 4    | Marvin Möller           |
| 5    | Leonard von Hindte      |
| 6    | George von Massow       |
| 7    | Demian Raab             |
| 8    | Julian Reister          |
| 9    | Flemming Peters         |
| 10   | David Eisenzapf         |
| 11   | David Kilian            |
| 12   | Tomas Charlos           |
| 13   | Jonathan Lawrenz        |
| 14   | Mika Bunjes             |
| 15   | Tobias Hinzmann         |
| 16   | Fred Simonsson          |
| 17   | Alexander Lawrenz       |
| 18   | Sebastian Schönholz     |

| Pos. | Name                   |
| ---- | ---------------------- |
| 1    | Evan Furness           |
| 2    | Adrian Andreew         |
| 3    | Matija Pecotić         |
| 4    | Baptiste Crepatte      |
| 5    | Patrik Niklas-Salminen |
| 6    | Tak Khunn Wang         |
| 7    | André Göransson        |
| 8    | Niklas Guttau          |
| 9    | Lucas Hellfritsch      |
| 10   | Harri Heliövaara       |
| 11   | Kenneth Raisma         |
| 12   | Pelle Boerma           |
| 13   | Gabriel Donew          |
| 14   | Bastien Presuhn        |
| 15   | Søren Hess-Olesen      |
| 16   | Lewie Lane             |
| 17   | Johannes Ingildsen     |
| 18   | Anders Grinderslev     |

| Pos. | Name                    |
| ---- | ----------------------- |
| 1    | Gonçalo Oliveira        |
| 2    | Alexei Watutin          |
| 3    | Laurynas Grigelis       |
| 4    | Genaro Alberto Olivieri |
| 5    | Erik Crepaldi           |
| 6    | Emiliano Maggioli       |
| 7    | David Vega Hernández    |
| 8    | Sami Reinwein           |
| 9    | Lukas Rüpke             |
| 10   | Jim Walder              |
| 11   | Lukas Ollert            |
| 12   | Thorsten Bertsch        |
| 13   | Jochen Bertsch          |
| 14   | Robin Sanz              |
| 15   | Tobias Berning          |
| 16   | Ben Schneider           |
| 17   | Felix Struk             |
| 18   | Maximilian Kamp         |

### Ergebnisse
| Datum/Uhrzeit                  | Heimmannschaft                 | Gastmannschaft                 | Matches | Sätze | Spiele |
| ------------------------------ | ------------------------------ | ------------------------------ | ------- | ----- | ------ |
| So., 11. Juli 2021, 11:00 Uhr  | Bremer TC v. 1912 e. V.        | TK BW Aachen                   | 01:08   | 02:17 | 55:108 |
| So., 11. Juli 2021, 11:00 Uhr  | LTTC "Rot-Weiß" Berlin         | Der Club an der Alster Hamburg | 07:02   | 16:07 | 105:74 |
| So., 11. Juli 2021, 11:00 Uhr  | Oldenburger TeV                | TC Iserlohn 1                  | 06:03   | 13:08 | 95:82  |
| So., 11. Juli 2021, 11:00 Uhr  | TC 1899 Blau-Weiss Berlin      | TP HerzensSACHE Versmold 1     | 00:09   | 02:18 | 51:110 |
| So., 11. Juli 2021, 11:00 Uhr  | Suchsdorfer SV v. 1921         | TC Bredeney 1                  | 02:07   | 05:15 | 66:111 |
| Fr., 16. Juli 2021, 13:00 Uhr  | TK BW Aachen                   | Suchsdorfer SV v. 1921         | 06:03   | 13:07 | 98:76  |
| Fr., 16. Juli 2021, 13:00 Uhr  | TC Iserlohn 1                  | LTTC "Rot-Weiß" Berlin         | 01:08   | 03:16 | 62:109 |
| Fr., 16. Juli 2021, 13:00 Uhr  | TC Bredeney 1                  | Oldenburger TeV                | 09:00   | 18:02 | 107:52 |
| Fr., 16. Juli 2021, 13:00 Uhr  | TC 1899 Blau-Weiss Berlin      | Der Club an der Alster Hamburg | 06:03   | 12:09 | 82:76  |
| Fr., 16. Juli 2021, 13:00 Uhr  | TP HerzensSACHE Versmold 1     | Bremer TC v. 1912 e. V.        | 03:06   | 08:13 | 81:94  |
| So., 18. Juli 2021, 11:00 Uhr  | LTTC "Rot-Weiß" Berlin         | Bremer TC v. 1912 e. V.        | 04:05   | 10:12 | 91:89  |
| So., 18. Juli 2021, 11:00 Uhr  | Oldenburger TeV                | TK BW Aachen                   | 02:07   | 06:16 | 72:103 |
| So., 18. Juli 2021, 11:00 Uhr  | TC Bredeney 1                  | TC Iserlohn 1                  | 09:00   | 18:01 | 107:36 |
| So., 18. Juli 2021, 11:00 Uhr  | Suchsdorfer SV v. 1921         | TC 1899 Blau-Weiss Berlin      | 06:03   | 13:07 | 88:74  |
| So., 18. Juli 2021, 11:00 Uhr  | TP HerzensSACHE Versmold 1     | Der Club an der Alster Hamburg | 07:02   | 14:04 | 106:66 |
| Fr., 23. Juli 2021, 13:00 Uhr  | TK BW Aachen                   | TP HerzensSACHE Versmold 1     | 01:08   | 05:16 | 67:102 |
| Fr., 23. Juli 2021, 13:00 Uhr  | Bremer TC v. 1912 e. V.        | TC Iserlohn 1                  | 09:00   | 18:00 | 110:50 |
| Fr., 23. Juli 2021, 13:00 Uhr  | LTTC "Rot-Weiß" Berlin         | Oldenburger TeV                | 08:01   | 16:07 | 88:69  |
| Fr., 23. Juli 2021, 13:00 Uhr  | TC Bredeney 1                  | TC 1899 Blau-Weiss Berlin      | 07:02   | 14:04 | 100:57 |
| Fr., 23. Juli 2021, 13:00 Uhr  | Suchsdorfer SV v. 1921         | Der Club an der Alster Hamburg | 04:05   | 11:12 | 77:86  |
| So., 25. Juli 2021, 11:00 Uhr  | TK BW Aachen                   | TC Bredeney 1                  | 06:03   | 14:11 | 85:88  |
| So., 25. Juli 2021, 11:00 Uhr  | Der Club an der Alster Hamburg | Bremer TC v. 1912 e. V.        | 03:06   | 06:13 | 65:91  |
| So., 25. Juli 2021, 11:00 Uhr  | Oldenburger TeV                | Suchsdorfer SV v. 1921         | 06:03   | 13:09 | 91:84  |
| So., 25. Juli 2021, 11:00 Uhr  | TC 1899 Blau-Weiss Berlin      | TC Iserlohn 1                  | 06:03   | 14:08 | 101:76 |
| So., 25. Juli 2021, 11:00 Uhr  | TP HerzensSACHE Versmold 1     | LTTC "Rot-Weiß" Berlin         | 05:04   | 11:10 | 92:89  |
| Fr., 30. Juli 2021, 13:00 Uhr  | Der Club an der Alster Hamburg | TK BW Aachen                   | 01:08   | 04:16 | 61:94  |
| Fr., 30. Juli 2021, 13:00 Uhr  | LTTC "Rot-Weiß" Berlin         | TC Bredeney 1                  | 02:07   | 07:14 | 70:98  |
| Fr., 30. Juli 2021, 13:00 Uhr  | Oldenburger TeV                | TP HerzensSACHE Versmold 1     | 03:06   | 08:14 | 68:96  |
| Fr., 30. Juli 2021, 13:00 Uhr  | Bremer TC v. 1912 e. V.        | TC 1899 Blau-Weiss Berlin      | 05:04   | 11:10 | 85:93  |
| Fr., 30. Juli 2021, 13:00 Uhr  | TC Iserlohn 1                  | Suchsdorfer SV v. 1921         | 07:02   | 16:07 | 102:85 |
| So., 1. August 2022, 11:00 Uhr | TK BW Aachen                   | LTTC "Rot-Weiß" Berlin         | 06:03   | 13:06 | 90:64  |
| So., 1. August 2022, 11:00 Uhr | TC Iserlohn 1                  | Der Club an der Alster Hamburg | 02:07   | 05:14 | 72:96  |
| So., 1. August 2022, 11:00 Uhr | TC Bredeney 1                  | Bremer TC v. 1912 e. V.        | 07:02   | 16:04 | 106:57 |
| So., 1. August 2022, 11:00 Uhr | Oldenburger TeV                | TC 1899 Blau-Weiss Berlin      | 05:04   | 11:11 | 91:94  |
| So., 1. August 2022, 11:00 Uhr | Suchsdorfer SV v. 1921         | TP HerzensSACHE Versmold 1     | 04:05   | 08:12 | 70:97  |
| Fr., 6. August 2021, 13:00 Uhr | Bremer TC v. 1912 e. V.        | Oldenburger TeV                | 00:09   | 05:18 | 73:107 |
| Fr., 6. August 2021, 13:00 Uhr | Der Club an der Alster Hamburg | TC Bredeney 1                  | 01:08   | 02:17 | 55:111 |
| Fr., 6. August 2021, 13:00 Uhr | Suchsdorfer SV v. 1921         | LTTC "Rot-Weiß" Berlin         | 03:06   | 08:14 | 87:103 |
| Fr., 6. August 2021, 13:00 Uhr | TC 1899 Blau-Weiss Berlin      | TK BW Aachen                   | 03:06   | 09:13 | 83:86  |
| Fr., 6. August 2021, 13:00 Uhr | TP HerzensSACHE Versmold 1     | TC Iserlohn 1                  | 08:01   | 16:02 | 107:50 |
| So., 8. August 2021, 11:00 Uhr | Bremer TC v. 1912 e. V.        | Suchsdorfer SV v. 1921         | 06:03   | 13:08 | 87:71  |
| So., 8. August 2021, 11:00 Uhr | Der Club an der Alster Hamburg | Oldenburger TeV                | 03:06   | 08:14 | 73:99  |
| So., 8. August 2021, 11:00 Uhr | TC Iserlohn 1                  | TK BW Aachen                   | 00:09   | 00:18 | 53:111 |
| So., 8. August 2021, 11:00 Uhr | LTTC "Rot-Weiß" Berlin         | TC 1899 Blau-Weiss Berlin      | 06:03   | 13:07 | 95:77  |
| So., 8. August 2021, 11:00 Uhr | TC Bredeney 1                  | TP HerzensSACHE Versmold 1     | 05:04   | 12:10 | 95:79  |

## 2. Tennis-Bundesliga (Herren) Süd

### Abschlusstabelle
Trotz einer Niederlage gewann der BASF TC Ludwigshafen die Südstaffel und sicherte sich damit den Aufstieg in die erste Bundesliga.
|     | Mannschaft              | Begegnungen | Punkte | Matches | Sätze  | Spiele  |
| --- | ----------------------- | ----------- | ------ | ------- | ------ | ------- |
| 01. | BASF TC Ludwigshafen    | 8           | 14:2   | 49:23   | 111:57 | 768:557 |
| 02. | TEC Waldau Stuttgart    | 8           | 12:4   | 42:30   | 96:78  | 698:665 |
| 03. | SpVgg Hainsacker        | 8           | 10:6   | 45:27   | 98:67  | 742:625 |
| 04. | TC Wolfsberg Pforzheim  | 8           | 10:6   | 42:30   | 98:74  | 717:599 |
| 05. | TC Weinheim             | 8           | 10:6   | 40:32   | 92:73  | 727:632 |
| 06. | TC Blau Weiß Oberweier  | 8           | 6:10   | 32:40   | 73:94  | 604:714 |
| 07. | TV Reutlingen           | 8           | 6:10   | 28:44   | 76:102 | 636:711 |
| 08. | TC Augsburg Siebentisch | 8           | 2:14   | 27:45   | 59:96  | 552:681 |
| 09. | TC Weiß-Blau Würzburg   | 8           | 2:14   | 19:53   | 55:117 | 531:791 |

| Aufsteiger in die Bundesliga Absteiger in die Tennis-Regionalliga |

| (A) | Absteiger aus der Bundesliga                |
| (N) | Neuling, Aufsteiger aus Tennis-Regionalliga |

### Mannschaftskader
| Pos. | Name                      |
| ---- | ------------------------- |
| 1    | Prajnesh Gunneswaran      |
| 2    | Cem İlkel                 |
| 3    | Tristan Lamasine          |
| 4    | Viktor Galović            |
| 5    | Johannes Härteis          |
| 6    | Alessandro Bega           |
| 7    | Zsombor Piros             |
| 8    | Lenny Hampel              |
| 9    | Maximilian Neuchrist      |
| 10   | Marek Jaloviec            |
| 11   | Denis Gremelmayr          |
| 12   | Mika Lipp                 |
| 13   | Christian Hirschmüller    |
| 14   | Daniel Baumann            |
| 15   | Liam Gavrielides          |
| 16   | Bon Lou Karstens          |
| 17   | Vincent Thierry Schneider |
| 18   | Jannik Gieße              |

| Pos. | Name               |
| ---- | ------------------ |
| 1    | Yannick Maden      |
| 2    | João Domingues     |
| 3    | Christoph Negritu  |
| 4    | Mariano Kestelboim |
| 5    | Simon Carr         |
| 6    | Stephan Hoiss      |
| 7    | Samuel Bensoussan  |
| 8    | Moritz Dettinger   |
| 9    | Tim Zeitvogel      |
| 10   | Maximilian Scholl  |
| 11   | Gastón Tonello     |
| 12   | Benjamin Buck      |
| 13   | Daniel Siniakov    |
| 14   | Stefan Peter Hampe |
| 15   | Zino Preis         |
| 16   | Blaz Seric         |
| 17   | Lukas Schuster     |
| 18   | Yannick Feihle     |

| Pos. | Name                        |
| ---- | --------------------------- |
| 1    | Antoine Escoffier           |
| 2    | Giovanni Fonio              |
| 3    | Pietro Rondoni              |
| 4    | Davide Galoppini            |
| 5    | Francesco Vilardo           |
| 6    | Omar Giacalone              |
| 7    | Marco Brugnerotto           |
| 8    | Filip Duda                  |
| 9    | José Samuel Arauzo Martínez |
| 10   | Francisco Bahamonde         |
| 11   | Marcos Esparcia Omedas      |
| 12   | Claudio Grassi              |
| 13   | Alexis Klegou               |
| 14   | Lion Knott                  |
| 15   | Maxim Muraschko             |
| 16   | Fabian Reindl               |
| 17   | Dominik Spieß               |
| 18   | Simon Kuhl                  |

| Pos. | Name                |
| ---- | ------------------- |
| 1    | Roberto Cid Subervi |
| 2    | Roberto Quiroz      |
| 3    | Stefano Napolitano  |
| 4    | Dan Added           |
| 5    | Harold Mayot        |
| 6    | Riccardo Bellotti   |
| 7    | Johann Willems      |
| 8    | Pascal Meis         |
| 9    | Patrick Zahraj      |
| 10   | Albano Olivetti     |
| 11   | Tim Rühl            |
| 12   | Marko Lenz          |
| 13   | Luis Erlenbusch     |
| 14   | Alexander Flock     |
| 15   | David Fix           |
| 16   | Julius Hell         |
| 17   | Fabrice Martin      |
| 18   | Andre Wiesler       |

| Pos. | Name               |
| ---- | ------------------ |
| 1    | John Millman       |
| 2    | Yannick Hanfmann   |
| 3    | José Hernandez     |
| 4    | Sadio Doumbia      |
| 5    | Thomas Laurent     |
| 6    | Tim Handel         |
| 7    | Jonathan Mridha    |
| 8    | Arthur Reymond     |
| 9    | Fabien Reboul      |
| 10   | Tim Heger          |
| 11   | Torben Steinorth   |
| 12   | Moritz Hoffmann    |
| 13   | Frank Wintermantel |
| 14   | Jonas Lütjen       |
| 15   | Yannik Steinegger  |
| 16   | Moritz Baumann     |
| 17   | Max Hartenstein    |
| 18   | Daniel Müller      |

| Pos. | Name                         |
| ---- | ---------------------------- |
| 1    | Sandro Ehrat                 |
| 2    | Quentin Robert               |
| 3    | Andrés Artuñedo Martinavarro |
| 4    | Adrian Obert                 |
| 5    | Paul Wörner                  |
| 6    | Quentin Folliot              |
| 7    | Simone Roncalli              |
| 8    | Francisco Comesaña           |
| 9    | Franco Emanuel Egea          |
| 10   | Ondřej Krstev                |
| 11   | Maxime Mora                  |
| 12   | Bastian Bross                |
| 13   | Andrej Kračman               |
| 14   | Stevan Popovic               |
| 15   | Philipp Bauer                |
| 16   | Jean-Luc Gassmann            |
| 17   | Tyler Schmidt                |
| 18   | Luca Baral                   |

| Pos. | Name                   |
| ---- | ---------------------- |
| 1    | Juan Cruz Aragone      |
| 2    | Filip Cristian Jianu   |
| 3    | Alejandro Gonzalez     |
| 4    | Íñigo Cervantes        |
| 5    | Matías Zukas           |
| 6    | Dragos Nicolae Madaras |
| 7    | Andreas Haider-Maurer  |
| 8    | Gerard Granollers      |
| 9    | Nico Hornitschek       |
| 10   | Jordi Samper Montaña   |
| 11   | Jimmy Yang             |
| 12   | Thomas Statzberger     |
| 13   | Florian Fallert        |
| 14   | Leandro Portmann       |
| 15   | Peter Mayer-Tischer    |
| 16   | Kevin Hümpfner         |
| 17   | Christian Wedel        |
| 18   | Maximilian Renz        |

| Pos. | Name                   |
| ---- | ---------------------- |
| 1    | Guillermo García López |
| 2    | Jan Šátral             |
| 3    | Ivan Dodig             |
| 4    | Filip Polášek          |
| 5    | Adam Walton            |
| 6    | Clément Hamel          |
| 7    | Michael Feucht         |
| 8    | Nikola Slavic          |
| 9    | Christopher Frantzen   |
| 10   | Luca Wiedenmann        |
| 11   | Fabian Penzkofer       |
| 12   | Constantin Frantzen    |
| 13   | Lukas Engelhardt       |
| 14   | Jakub Filipský         |
| 15   | Alexander Leischner    |
| 16   | Jan Skerbatis          |
| 17   |                        |
| 18   |                        |

| Pos. | Name                  |
| ---- | --------------------- |
| 1    | Heorhij Krawtschenko  |
| 2    | Tom Jomby             |
| 3    | Aleksandar Donski     |
| 4    | Ronan Joncour         |
| 5    | Carlos López Montagud |
| 6    | Álex Martí Pujolras   |
| 7    | Benjamín Winter López |
| 8    | Filip Bergevi         |
| 9    | Florian Lakat         |
| 10   | Gustaf Ström          |
| 11   | Alex Barrena          |
| 12   | Lukas Schneider       |
| 13   | Mike Steib            |
| 14   | Julius Gold           |
| 15   | Johannes Markel       |
| 16   | René Rügamer          |
| 17   |                       |
| 18   |                       |

### Ergebnisse
| Datum/Uhrzeit                  | Heimmannschaft                 | Gastmannschaft                 | Matches | Sätze | Spiele    |
| ------------------------------ | ------------------------------ | ------------------------------ | ------- | ----- | --------- |
| So., 11. Juli 2021, 11:00 Uhr  | TC BW Oberweier 1              | TV Reutlingen 1                | 07:02   | 16:08 | 100:80    |
| So., 11. Juli 2021, 11:00 Uhr  | SpVgg Hainsacker               | TC Weinheim 1902 1             | 05:04   | 12:09 | 91:80     |
| So., 11. Juli 2021, 11:00 Uhr  | TEC Waldau Stuttgart 1         | QOOL TC Weiß-Blau Würzburg     | 05:04   | 13:10 | 96:85     |
| So., 11. Juli 2021, 11:00 Uhr  | TC Augsburg Siebentisch        | TC Wolfsberg Pforzheim 1       | 02:07   | 05:16 | 67:112    |
| So., 11. Juli 2021, 11:00 Uhr  | BASF Tennisclub Ludwigshafen 1 | spielfrei                      |         |       |           |
| Fr., 16. Juli 2021, 13:00 Uhr  | TC BW Oberweier 1              | SpVgg Hainsacker               | 02:07   | 07:14 | 79:99     |
| Fr., 16. Juli 2021, 13:00 Uhr  | TV Reutlingen 1                | TC Weinheim 1902 1             | 05:04   | 11:10 | 87:95     |
| Fr., 16. Juli 2021, 13:00 Uhr  | TEC Waldau Stuttgart 1         | TC Wolfsberg Pforzheim 1       | 05:04   | 12:12 | 80:88     |
| Fr., 16. Juli 2021, 13:00 Uhr  | BASF Tennisclub Ludwigshafen 1 | TC Augsburg Siebentisch        | 07:02   | 16:04 | 107:53:00 |
| Fr., 16. Juli 2021, 13:00 Uhr  | QOOL TC Weiß-Blau Würzburg     | spielfrei                      |         |       |           |
| So., 18. Juli 2021, 11:00 Uhr  | TV Reutlingen 1                | TC Augsburg Siebentisch        | 05:04   | 11:09 | 89:73     |
| So., 18. Juli 2021, 11:00 Uhr  | SpVgg Hainsacker               | TEC Waldau Stuttgart 1         | 03:06   | 08:13 | 83:98     |
| So., 18. Juli 2021, 11:00 Uhr  | TC Weinheim 1902 1             | QOOL TC Weiß-Blau Würzburg     | 06:03   | 15:08 | 101:67    |
| So., 18. Juli 2021, 11:00 Uhr  | BASF Tennisclub Ludwigshafen 1 | TC BW Oberweier 1              | 06:03   | 15:06 | 103:61    |
| So., 18. Juli 2021, 11:00 Uhr  | TC Wolfsberg Pforzheim 1       | spielfrei                      |         |       |           |
| Fr., 23. Juli 2021, 13:00 Uhr  | TC Weinheim 1902 1             | BASF Tennisclub Ludwigshafen 1 | 03:06   | 09:12 | 88:100    |
| Fr., 23. Juli 2021, 13:00 Uhr  | QOOL TC Weiß-Blau Würzburg     | TC BW Oberweier 1              | 02:07   | 08:15 | 84:106    |
| Fr., 23. Juli 2021, 13:00 Uhr  | TC Wolfsberg Pforzheim 1       | TV Reutlingen 1                | 05:04   | 13:12 | 93:84     |
| Fr., 23. Juli 2021, 13:00 Uhr  | TC Augsburg Siebentisch        | SpVgg Hainsacker               | 02:07   | 04:15 | 58:102    |
| Fr., 23. Juli 2021, 13:00 Uhr  | TEC Waldau Stuttgart 1         | spielfrei                      |         |       |           |
| So., 25. Juli 2021, 11:00 Uhr  | TC BW Oberweier 1              | TC Augsburg Siebentisch        | 08:01   | 16:03 | 102:43:00 |
| So., 25. Juli 2021, 11:00 Uhr  | QOOL TC Weiß-Blau Würzburg     | TV Reutlingen 1                | 02:07   | 07:15 | 63:88     |
| So., 25. Juli 2021, 11:00 Uhr  | TC Wolfsberg Pforzheim 1       | SpVgg Hainsacker               | 05:04   | 11:09 | 94:81     |
| So., 25. Juli 2021, 11:00 Uhr  | BASF Tennisclub Ludwigshafen 1 | TEC Waldau Stuttgart 1         | 05:04   | 14:10 | 104:75    |
| So., 25. Juli 2021, 11:00 Uhr  | TC Weinheim 1902 1             | spielfrei                      |         |       |           |
| Fr., 30. Juli 2021, 13:00 Uhr  | TC BW Oberweier 1              | TEC Waldau Stuttgart 1         | 04:05   | 08:12 | 71:93     |
| Fr., 30. Juli 2021, 13:00 Uhr  | TV Reutlingen 1                | BASF Tennisclub Ludwigshafen 1 | 01:08   | 05:17 | 61:106    |
| Fr., 30. Juli 2021, 13:00 Uhr  | TC Weinheim 1902 1             | TC Wolfsberg Pforzheim 1       | 05:04   | 11:09 | 86:70     |
| Fr., 30. Juli 2021, 13:00 Uhr  | TC Augsburg Siebentisch        | QOOL TC Weiß-Blau Würzburg     | 09:00   | 18:00 | 108:00:00 |
| Fr., 30. Juli 2021, 13:00 Uhr  | SpVgg Hainsacker               | spielfrei                      |         |       |           |
| So., 1. August 2022, 11:00 Uhr | TC Weinheim 1902 1             | TC BW Oberweier 1              | 08:01   | 16:03 | 106:57:00 |
| So., 1. August 2022, 11:00 Uhr | TEC Waldau Stuttgart 1         | TC Augsburg Siebentisch        | 06:03   | 12:07 | 89:73     |
| So., 1. August 2022, 11:00 Uhr | QOOL TC Weiß-Blau Würzburg     | SpVgg Hainsacker               | 05:04   | 12:09 | 94:91     |
| So., 1. August 2022, 11:00 Uhr | BASF Tennisclub Ludwigshafen 1 | TC Wolfsberg Pforzheim 1       | 08:01   | 17:03 | 103:53:00 |
| So., 1. August 2022, 11:00 Uhr | TV Reutlingen 1                | spielfrei                      |         |       |           |
| Fr., 6. August 2021, 13:00 Uhr | SpVgg Hainsacker               | TV Reutlingen 1                | 07:02   | 15:07 | 97:77     |
| Fr., 6. August 2021, 13:00 Uhr | TEC Waldau Stuttgart 1         | TC Weinheim 1902 1             | 04:05   | 09:12 | 83:91     |
| Fr., 6. August 2021, 13:00 Uhr | QOOL TC Weiß-Blau Würzburg     | BASF Tennisclub Ludwigshafen 1 | 01:08   | 04:16 | 68:100    |
| Fr., 6. August 2021, 13:00 Uhr | TC Wolfsberg Pforzheim 1       | TC BW Oberweier 1              | 09:00   | 18:02 | 106:28:00 |
| Fr., 6. August 2021, 13:00 Uhr | TC Augsburg Siebentisch        | spielfrei                      |         |       |           |
| So., 8. August 2021, 11:00 Uhr | TV Reutlingen 1                | TEC Waldau Stuttgart 1         | 02:07   | 07:15 | 70:84     |
| So., 8. August 2021, 11:00 Uhr | SpVgg Hainsacker               | BASF Tennisclub Ludwigshafen 1 | 08:01   | 16:04 | 98:45:00  |
| So., 8. August 2021, 11:00 Uhr | TC Wolfsberg Pforzheim 1       | QOOL TC Weiß-Blau Würzburg     | 07:02   | 16:06 | 101:70    |
| So., 8. August 2021, 11:00 Uhr | TC Augsburg Siebentisch        | TC Weinheim 1902 1             | 04:05   | 09:10 | 77:80     |
| So., 8. August 2021, 11:00 Uhr | TC BW Oberweier 1              | spielfrei                      |         |       |           |